# Ugo Visconti
Ugo Visconti (Pisa, seconda metà dell'XI secolo – 1121) è stato un cardinale italiano della Chiesa cattolica nominato da Papa Pasquale II.

## Biografia
Papa Pasquale II lo ordinò cardinale durante il Concistoro del 1112. Il cardinale Visconti fece edificare una chiesa a Pisa dedicata all'apostolo Filippo. Visconti partecipò all'elezione di Papa Gelasio II nel 1118. Fu rector (governatore) di Benevento e legato presso il re Ruggero II di Sicilia. Ha ratificato l'elezione di Papa Callisto II a Cluny e accompagnato il nuovo Papa in Puglia.